# PalaTrento
El Il T Quotidiano Arena (anteriormente llamado PalaTrento) es un pabellón polideportivo cubierto de la ciudad de Trento, en Italia.

## Historia
El nombre del pabellón en origen era PalaGhiaie debido a la zona de la ciudad en la cual se encuentra la estructura (località Ghiaie) y que también ospita un campo de fútbol, un campo de béisbol y una pista de hielo (PalaGhiaccio).
El pabellón fue inaugurado el 22 de octubre de 2000 con el partido de la Serie A1 de voleibol entre el Trentino Volley y el Pallavolo Padova terminado 3-2 frente a 2651 personas, que fue también el primer partido en casa de la historia del equipo trentino.
Actualmente es el impianto de los dos equipos más exitosos de la ciudad, el mismo Trentino Volley y el Aquila Basket Trento.